# Festival Photo La Gacilly
 (septembre 2022).
Le Festival Photo La Gacilly est un festival de photographie annuel qui se déroule pendant les quatre mois d'été à La Gacilly, commune du Morbihan en région Bretagne. Chaque année, deux thématiques sont mises en lumière : une zone géographique ainsi qu'une thématique environnementale.
Créée en 2004, l'association du Festival Photo La Gacilly propose une expérience photographique immersive et déambulatoire au cœur d'une vingtaine d'expositions à ciel ouvert, présentant le meilleur de la création photographique contemporaine qui interroge notre relation au monde et à la nature. Les photographies habillent les rues, les jardins et les venelles de La Gacilly, dont le patrimoine bâti et naturel offre un cadre aux plus de 1 000 images exposées. L'espace public devient un espace scénique, partagé et accessible à tous, gratuitement.
Chaque été, le festival permet à chacun de ses désormais 300 000 visiteurs de découvrir, en grand format et en plein air, les grands noms de la photographie autant que la jeune création.

## Description
Le festival se déroule en majeure partie en plein air et les lieux d’exposition sont alors accessibles 24 heures sur 24. Les visiteurs en bénéficient en se promenant dans le village, où les murs et les pignons se transforment en supports de photographies, ainsi que dans les petits bois, jardins ou marais à proximité du village, le long de l'Aff. Tous ces lieux deviennent des galeries d'expositions à ciel ouvert. Le choix des organisateurs est de permettre un accès sans barrière aux œuvres. Les photos sont mises en valeur par l'usage de grands formats, les tirages sont conçus pour résister aux aléas climatiques et nettoyés régulièrement.

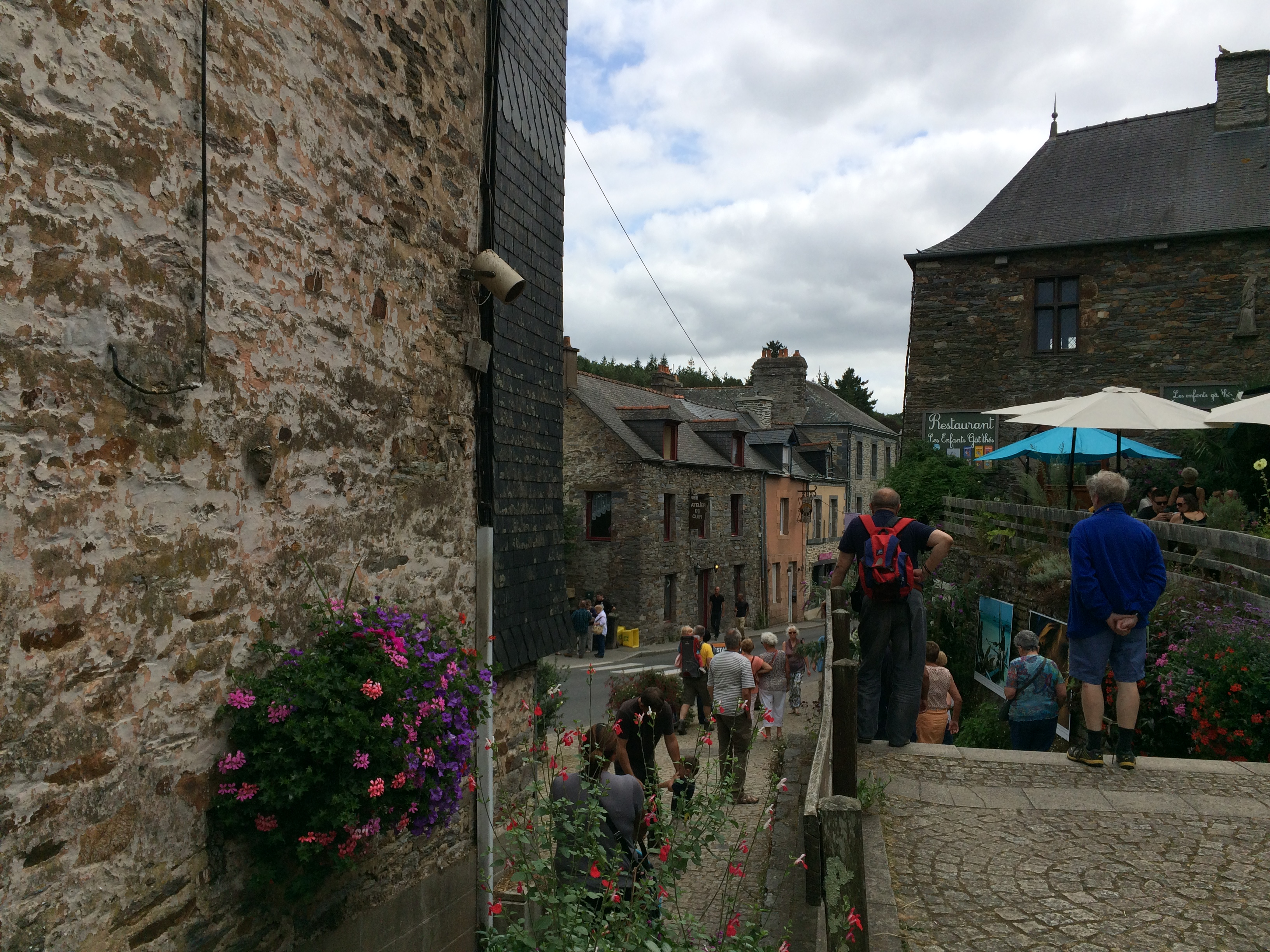
Photos dans les rues,
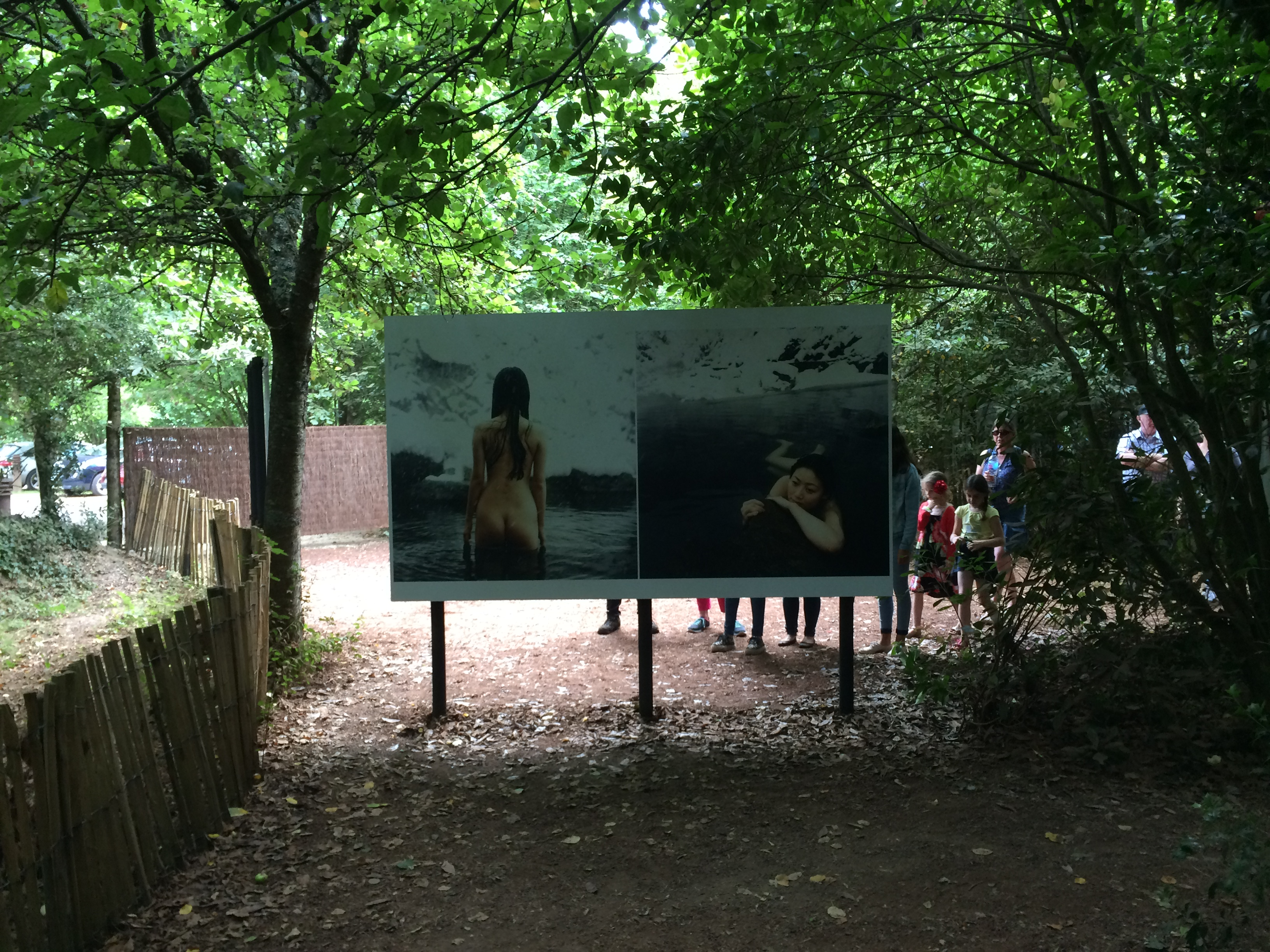
… dans les bosquets…
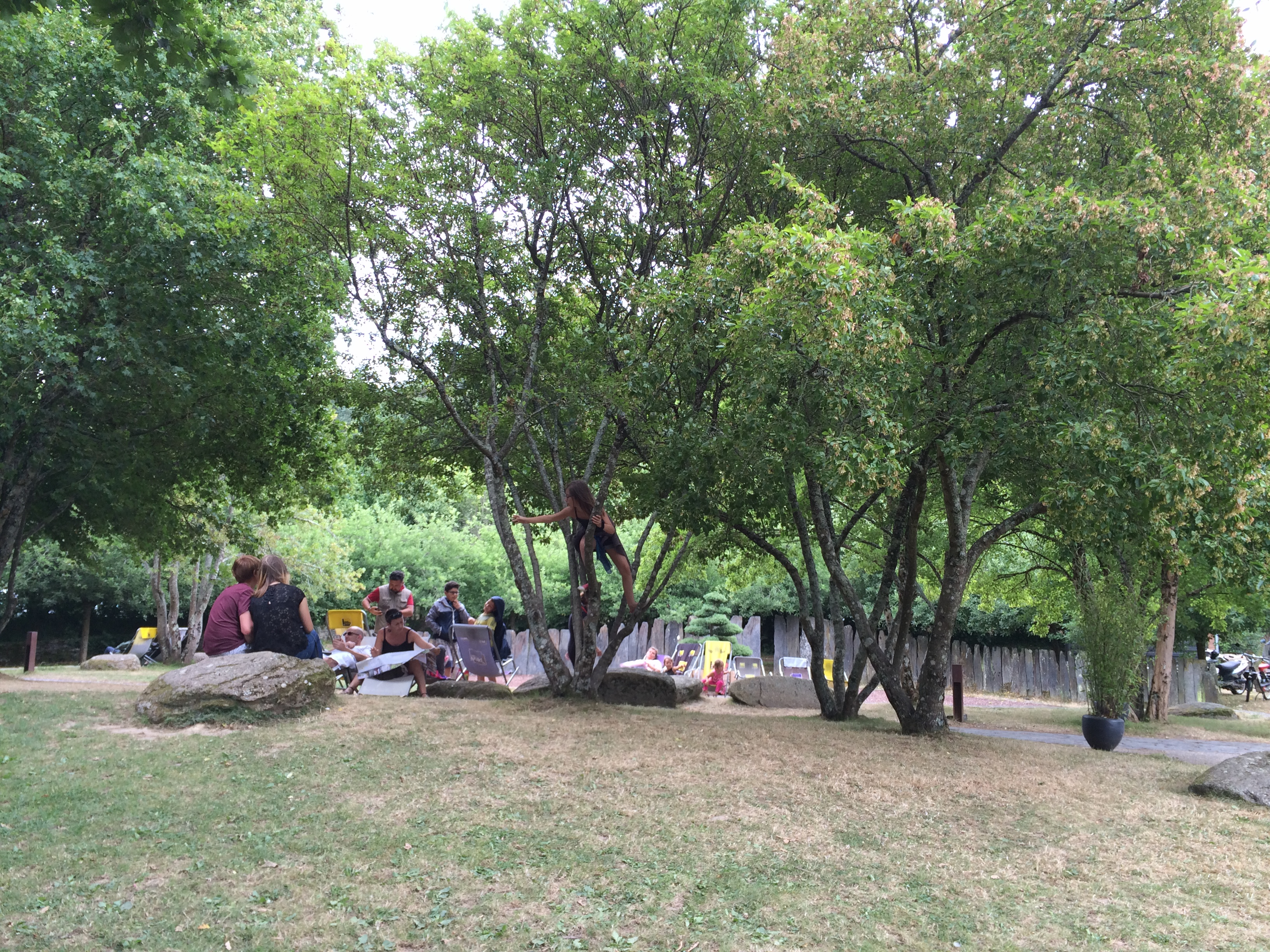
… et lieux de promenade.

## Thèmes des manifestations
Chaque année, une double thématique est développée, alliant un focus sur la création contemporaine propre à un pays ou un continent (2022 / Visions d'Orient ; 2021 : les pays nordiques (Scandinavie et Groënland) ; 2020 : l'Amérique latine ; 2019 : les pays de l'Est ; 2017 : l'Afrique ; 2016 : Le Japon,…), avec une problématique sociétale et environnementale (2022/2021 : Le monde de demain ; 2018 : la Terre en question ; 2017 : la relation Homme/Animal ; 2016 : Les océans…). En abordant ces grands thèmes dans une approche artistique et esthétique, le festival fait écho aux préoccupations de chacun.
L'intitulé complet du festival, Peuples et Nature, donne des indications sur les intentions de ses fondateurs. Dans l'esprit de Jacques Rocher, maire de la commune et fils de l'entrepreneur Yves Rocher, il s'agit de répondre à une passion pour la photographie en adoptant un angle humaniste et écologiste : « Il y a quelque chose de profondément sage et bienveillant dans le propos, entre le sérieux des soirées "Connaissance du Monde" de jadis et le feu sacré pour la planète Terre », commente une journaliste du Figaro.
Depuis 2004, près de 370 photographes parmi les plus prestigieux ont été exposés. Le festival met à l'honneur une photographie éthique et humaniste croisant les regards de photographes issus de l'art et du photojournalisme, qui interrogent notre rapport au monde et à notre environnement, tels les Français Sarah Moon, Jacques Henri Lartigue, Robert Doisneau, Yann Arthus-Bertrand ou Frank Horvat, le brésilien Sebastião Salgado, l’américain Edward Curtis, l'anglais Michael Kenna et d’autres moins célèbres.

## Fréquentation

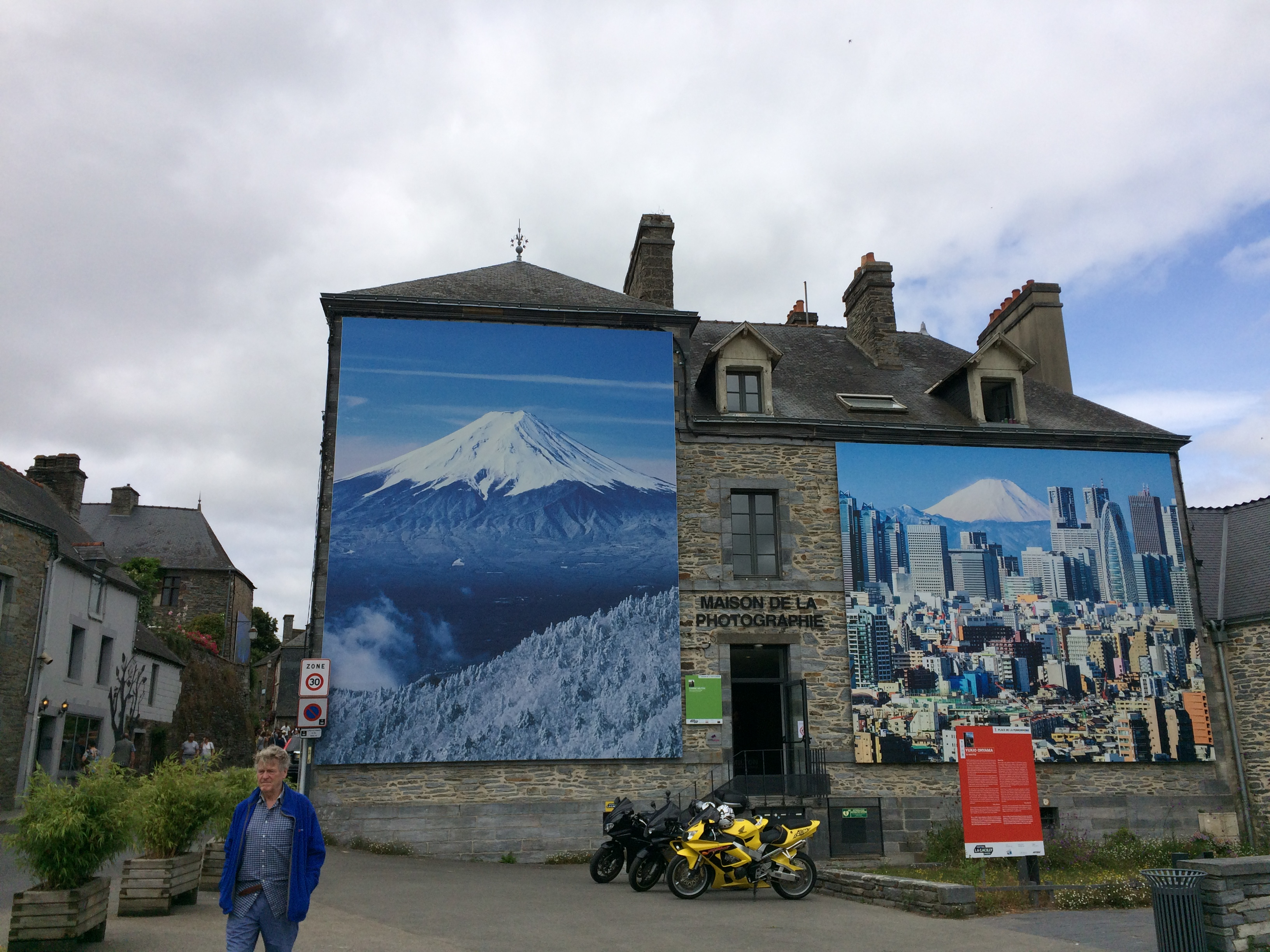
Entrée du bourg, après le pont sur l'Aff en août 2016 : photographies japonaises en grand format.

La période d'exposition couvre quatre mois, traditionnellement de juin à septembre, après avoir été initialement concentrée sur les mois de juillet et août. Selon une étude effectuée en 2012, environ la moitié des visiteurs viennent de Bretagne, un tiers d'autres régions françaises et le reste de l'étranger.
Depuis la 10e édition, en 2013, le nombre de visiteurs, chaque année, est estimé entre 280 000 et 350 000. Sur les seuls mois de juillet et août 2016, l'augmentation de visiteurs est évaluée à plus 50 % par rapport à 2015. Cette fréquentation peut être mise en regard avec le nombre d'habitants de la commune, environ 2 200, mais aussi avec la fréquentation d'un autre festival (payant), particulièrement connu dans le monde de la photographie, les Rencontres d'Arles, qui sur deux mois et demi attirent environ 125 000 spectateurs.
Le festival a bien eu lieu pendant l'épidémie de COVID. En 2020 il comptabilise une "fréquentation inespérée dans une période troublée" avec un total de 307 000 visiteurs. En 2021, le festival enregistre une fréquentation en hausse avec 324 146 visiteurs. 
L'impact économique du festival est intéressant pour le territoire. « On est ravis : la culture est créatrice d'économie. Sur la commune, grâce au festival, on voit des créations d'emplois. Rien que dans les restaurants, ça représente plusieurs dizaines d'emplois saisonniers. Et ça dure quand même quatre mois. », met en avant le président du festival. Chaque été il rapporte près de 7 millions d’euros de retombées économiques.

## Un festival international
Le festival est présent depuis 2018 sur la scène européenne avec la création d'une deuxième manifestation fondée sur le même concept à Baden, en Autriche. Ce festival propose la programmation l'année suivante de sa présentation en France à La Gacilly portant à 615 000 visiteurs chacune des éditions.
Le Festival Photo La Gacilly s'inscrit dans une dynamique collective au travers de réseaux régionaux et nationaux permettant la mise en relations de professionnels portés par le même souci du développement durable et solidaire d'une part et la défense des artistes et des droits culturels d'autre part. L'association est engagée dans une démarche d'évaluation et d'amélioration continue pour réduire et questionner son impact social et environnemental générés par son organisation et sa fréquentation. Il s'agit non seulement d'aborder ces questions du point de vue de la conception des expositions mais également des conséquences de sa notoriété croissante. Le festival met en place des actions durables et souhaite s'inscrire comme acteur de la transition énergétique et solidaire.

## Éducation artistique, prix et résidence de création

### Collégiens du Morbihan
Les collégiens du département sont invités à participer au Festival Photo grâce aux partenariats du ministère de l’Éducation nationale et du conseil général du Morbihan. Le travail réalisé par les élèves est intégré à la programmation officielle du Festival Photo La Gacilly. Chaque année, 16 collèges publics et privés du département sont sélectionnés pour participer soit plus de 350 élèves investis dans ce projet. En 2021, Le Festival Photo des collégiens du Morbihan célèbre sa 10e édition.

### Prix nouvelles écritures de la photographie environnementale
Le Festival Photo La Gacilly effectue chaque année un appel à participation afin de soutenir la photographie émergente. Les photographes sélectionnés ont l'opportunité d'exposer une sélection de leurs photographies au sein du festival dans une galerie consacrée à ces nouveaux talents.
Lors de la 13e édition, en 2016, le Festival Photo La Gacilly a également créé le prix Nouvelles Écritures de la photographie environnementale, destiné aux photographes professionnels ou en voie de professionnalisation, quelle que soit l'approche photographique développée - plastique, documentaire, ou photojournalistique.
- Liste des lauréats
  - 2022 - Chloé Azzopardi, Alisa Martynova et Maxime Taillez
  - 2021 - Imane Djamil, Florence Goupil et Brieuc Weulersse
  - 2020 - David Bart, Coline Jourdan et Sébastien Leban
  - 2019 - Charles Delcourt, Marine Lécuyer et Julien Mauve
  - 2018 - Joséphine Brueder, Andrea Mantovani et Laëtitia Vançon
  - 2017 - Teo Becher, Manon Lanjouère et Zhen Shi
  - 2016 - Quentin Bruno, Anna Filipova et Julie Hascoët

### Résidence Ruralité(s)
En collaboration avec Les Champs Libres à Rennes, l'association du Festival Photo la Gacilly a développé un programme de résidence sur la thématique des ruralité(s) pour permettre à un.e photographe de travailler à l'écriture et à la production d'une création sur un temps long sur des sujets au cœur du projet associatif du festival Photo La Gacilly. La série photographique sera présente simultanément aux Champs Libres.
Ce programme de résidence bénéficie du soutien financier de la Région Bretagne et de la direction régionale des affaires culturelles de Bretagne avec la participation de l'Oust à Brocéliande Communauté.
- Résidence 2021 : Aglaé Bory[21], Les horizons, cartographie des possibles[22]
- Résidence 2022 : Jérôme Blin[23], La promesse